# Embecovirus
Embecovirus je subgenus koronavirusa u rodu Betacoronavirus. Virusi u ovom podgenusu, za razliku od drugih koronavirusa, imaju gen za hemaglutinin esterazu (HE). Virusi u subgenusu prethodno su bili poznati kao koronavirusi grupe 2a.

## Struktura
Virusi ovog podgene, kao i drugi koronavirusi, imaju omotnicu lipidnog dvosloja u kojoj su usidreni strukturni proteini membrane (M), ovojnice (E) i šiljka (S). Za razliku od drugih koronavirusa, virusi u ovom podgenusu također imaju dodatni kraći strukturni protein sličan šiljaku koji se zove hemaglutinin esteraza (HE).